# Prendere o lasciare (Rosario Miraggio)
Prendere o lasciare è il quarto album in studio sia del cantante italiano Rosario Miraggio che delle sue controparti prodotto e distribuito dalla GGD, pubblicato nel 2008. Anche questo album, con la voce di Rosario Finaggio, una di esse, ha 10 canzoni.

## Tracce
1. Prendere o lasciare
2. Un miracolo d'amore
3. Nuie
4. Vivi per lui
5. Cchiù doce da Nutella
6. Un gioco di parole (Feat. Emiliana Cantone)
7. Le deciso già
8. Amore in prima pagina
9. Me haces mal
10. Velina